# Isabelle Nanty

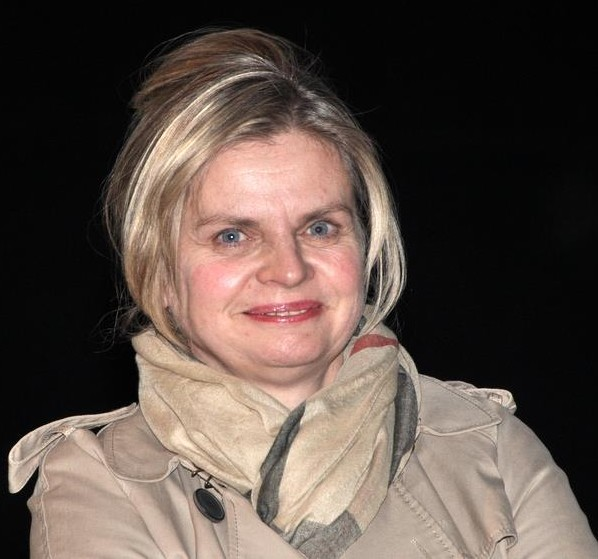
Isabelle Nanty (2013)

Isabelle Marie-Josée Nanty (* 21. Januar 1962 in Verdun, Frankreich) ist eine französische Schauspielerin, Filmregisseurin und Drehbuchautorin.

## Leben
Isabelle Nanty ist norwegisch-französischer Abstammung. Ihre Mutter wurde im norwegischen Larvik geboren. Sie lernte Hennes Nanty kennen, als dieser während einer Studienreise in einem norwegischen Unternehmen arbeitete. Sie folgte ihm schließlich nach Frankreich, wo beide heirateten und sich nahe Verdun niederließen. Nanty selbst wuchs in dem kleinen Dorf Mussey auf und spielte bereits während ihrer Jugend Theater an ihrer Schule in Bar-le-Duc. Nach ihrem Schulabschluss zog sie nach Paris, wo sie von 1980 bis 1983 in der Klasse von Francis Huster am Cours Florent Schauspiel studierte.
Noch im Jahr ihres Abschlusses gab Nanty mit kleineren Nebenrollen in Filmen wie Die Pflaumen der 7. Kompanie und Tödliche Spur ihr Leinwanddebüt. Größere Aufmerksamkeit erhielt sie national, als sie 1990 die Figur der Sandrine Vonnier in Étienne Chatiliez’ Tragödie Tante Daniele verkörperte. Bei der Verleihung des französischen Filmpreises César 1991 erhielt sie für ihre Darstellung eine Nominierung als beste Nachwuchsdarstellerin. 2002 und 2004 folgten jeweils zwei weitere Nominierungen als beste Nebendarstellerin, wobei sie insbesondere 2002 für ihre Darstellung der Georgette in Jean-Pierre Jeunets Die fabelhafte Welt der Amélie internationale Aufmerksamkeit erhielt.
Mit Le bison (et sa voisine Dorine) gab Nanty 2003 sowohl ihr Drehbuch- als auch ihr Regiedebüt. Die mit etwa 6,5 Mio. Euro Budget inszenierte Komödie, in der Nanty ebenfalls an der Seite von Édouard Baer und Pierre-François Martin-Laval die Hauptrolle spielte, wurde von 559.792 Kinobesuchern gesehen.
Nanty ist nicht verheiratet und adoptierte 2004 die 2002 geborene Tallulah. Seit 2010 ist sie Patin des humanitären Vereins L'un est l'autre.

## Filmografie (Auswahl)
- 1983: Die Pflaumen der 7. Kompanie (Les planqués du régiment)
- 1983: Tödliche Spur (Le faucon)
- 1985: Rote Küsse (Rouge baiser)
- 1987: Die Passion der Beatrice (La passion Béatrice)
- 1988: Liebe ist kein Beweis (Preuve d'amour)
- 1990: Tante Daniele (Tatie Danielle)
- 1992: Die schönste Geschichte der Welt (La belle histoire)
- 1993: Die Besucher (Les Visiteurs)
- 1995: Das Glück liegt in der Wiese (Le bonheur est dans le pré)
- 1998: Serial Lover – Der letzte räumt die Leiche weg (Serial Lover)
- 2001: Blaue Straße, Nr. 17 (17, rue Bleue)
- 2001: Die fabelhafte Welt der Amélie (Le fabuleux destin d’Amélie Poulain)
- 2002: Asterix & Obelix: Mission Kleopatra (Astérix & Obélix: Mission Cléopâtre)
- 2003: Pas sur la bouche
- 2006: Wir verstehen uns wunderbar (Désaccord parfait)
- 2009: Der kleine Haustyrann (Trésor)
- 2011: Die Tuschs – Mit Karacho nach Monaco! (Les Tuche)
- 2012: Männer und die Frauen (Les infidèles)
- 2013: Diven im Ring (Les reines du ring)
- 2013: School Camp – Fies gegen mies (Les Profs)
- 2014: Das magische Buch von Arkandias (Le grimoire d’Arkandias)
- 2018: Aladin – Wunderlampe vs. Armleuchter (Alad'2)
- 2018: Les Tuche 3: Liberté, Égalité, FraterniTuche
- 2019: Das Wunder von Marseille (Fahim)
- 2020: Sommer 85 (Été 85)
- 2020: Miss Beautiful (Miss)
- 2022: Bigbug (BigBug)
- 2023: Je ne suis pas un héros

Drehbuch
- 2003: Le bison (et sa voisine Dorine)
- 2006: Essaye-moi

Regie
- 2003: Le bison (et sa voisine Dorine)